# طريقة الدائرة لهاردي-رامانوجن-ليتلوود
في الرياضيات، طريقة الدائرة لهاردي-رامانوجن-ليتلوود (بالإنجليزية: Hardy–Ramanujan–Littlewood circle method)‏ هي طريقة تدخل في إطار نظرية الأعداد التحليلية. سميت هكذا نسبة إلى علماء الرياضيات الثلاث غودفري هارولد هاردي وسرينفاسا رامانوجان وجون إيدنسور ليتلوود، الذين طوروها أتناع عملهم على معضلة ويرينغ.